# Peugeot 2008
Peugeot 2008 este un SUV crossover subcompact (segmentul B) comercializat de constructorul francez de automobile Peugeot. Dezvăluit la Salonul Auto de la Geneva din 2013 și poziționat sub 3008, prima generație de 2008 a înlocuit Peugeot 207 SW, deoarece Peugeot nu a lansat o versiune break a lui 208.